# 185 (число)
185 (сто восемьдесят пять) — натуральное число, расположенное между числами 184 и 186. Оно не является простым числом, а относительно последовательности простых чисел расположено между 181 и 191.
- 185 день в году — 4 июля (в високосный год 3 июля).

## В математике
- Двадцатиугольное число
- Составное число[2]
- Недостаточное число[2], поскольку 43 меньше, чем 185
- Одиозное число[2]
- Бесквадратное число[2]
- Делители 185: 1, 5, 37, 185
- Является разностью двух  квадратов : 185=93*93-92*92

## В астрономии
- (185) Эвника — большой, тёмный, главный пояс астероида.
- NGC 185 — Карликовая эллиптическая галактика в Созвездии Кассиопеи

## Изопсефия
- γράμμα (грамма) — буква (греч.)

## В других областях
- 185 год; 185 год до н. э.
- NGC 185 — галактика в созвездии Кассиопея.
- Tower 185 — небоскрёб во Франкфурте-на-Майне (Германия).